# Alejandro Bisetti Vanderghem
 Alejandro Bisetti Vanderghem (Lima, 21 de junio de 1932 - ) es un compositor, pianista y músico peruano. 
Estudió en el Colegio San Andrés de Lima, antes denominado Anglo-Peruano. A los quince años se despertó en él un vivo interés por la música, realizando sus primeros ensayos de composición. Posteriormente, siguió cursos teóricos y pianísticos con profesores de la talla de Andrés Sas, Francisco Pulgar Vidal, Édgar Valcárcel y Enrique Pinilla, aunque afirma ser de formación autodidacta.
Sus producciones musicales están contenidas en una clara lógica y sentido formal, así como también una minuciosa estructuración. En sus composiciones a partir de los 20 años introduce elementos politonales, atonales, polirrítmicos y mixtos; alcanzando un estilo muy personal. La mayoría de sus composiciones son para piano.

## Principales composiciones
- Tres preludios, opus 4
- Preludio, opus 5
- Gran nocturno, opus 11
- Estudios, opus 15
- Vísperas de la semana santa, opus 16
- Nocturno, opus 20
- Estudios, opus 23
- Nocturno para la mano izquierda, opus 31
- Impromptus para piano, opus 32
- Poema trío (para soprano, violonchelo y piano), opus 30
- Impromptus para piano, opus 33
- Poema trío (para violín, violoncello y piano), opus 34